# William Wilson (artista)

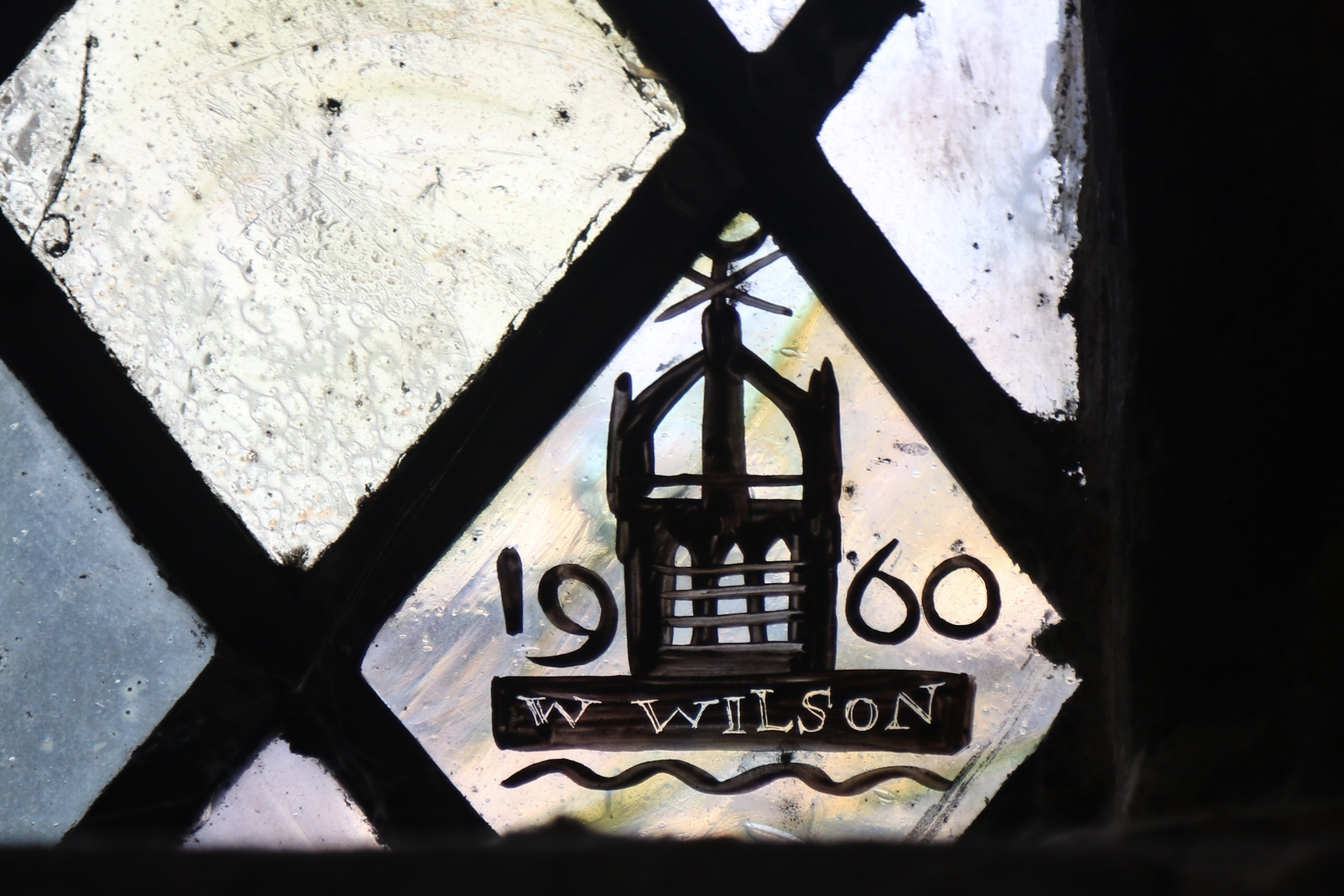
La firma de William Wilson en la Catedral de Glasgow (1960)

William Wilson (21 de julio de 1905 - 1972) fue un artista británico de vitrales, grabador y pintor de acuarelas. Fue miembro de la Real Academia Escocesa. Fue nombrado Oficial de la Orden del Imperio Británico (OBE).

## Biografía
Wilson aprendió a hacer vitrales con James Ballantyne, y estudiando con Herbert Hendrie. En 1932 la Real Academia Escocesa le concedió una beca Carnegie Travelling Scholarship, con la que estudió en el Edinburgh College of Art con Adam Bruce Thomson y que le sirvió para viajar por Francia, Alemania, Italia y España. En estos viajes hizo dibujos a pluma y tinta de la ciudad italiana de Venecia, y de las ciudades españolas de Madrid, Granada, Ronda y Toledo. Estudió grabado con Adam Bruce Thomson. En acuarela perteneció a la Escuela de Edimburgo. Estudió además en el Royal College of Art de Londres, produciendo aguafuertes y grabados de temas como "Loch Scavaig, Skye" en la década de 1930. Algunas de sus obras han sido expuestas en la Galería Escocesa de Edimburgo. También participó en las competiciones de arte de los Juegos Olímpicos de 1948.
Wilson enseñó a hacer vitrales en la Escuela de Arte de Edimburgo. Fundó su propio estudio en 1937, haciendo vitrales para la Catedral de Canterbury y varias iglesias escocesas. Lentamente se quedó ciego por la diabetes. Además de los vitrales religiosos, hizo piezas seculares como "The Irish Jig", que instaló originalmente en su casa de Edimburgo.

## Trabajos
Wilson realizó las "excepcionales" vidrieras de la iglesia parroquial de Morningside North, Edimburgo, ahora un edificio comunitario. Está disponible un excelente informe detallado de las vidrieras que hizo para la Iglesia Parroquial de Greenbank, Edimburgo. En 1951 completó la vidriera este de la iglesia de St Andrew en Stamford reemplazando a la original que había sido destruida por una V1 durante un bombardeo. Realizó la vidriera este de la iglesia de Ardwell, y en 1953, las vidrieras de la fachada este de la catedral de St Machar, Aberdeen que representan la Natividad, la Última Cena, la Crucifixión y Cristo rodeado de los santos escoceses, y una vidriera de la iglesia de Dunino, Fife. Realizó 16 vidrieras entre 1952 y 1961 para la Catedral de Brechin, Angus, Escocia. También hizo cuatro vidrieras en la capilla de la Universidad de St. Andrews, aunque dada su progresiva ceguera las dos últimas pudieron haber sido en parte obra de sus ayudantes.
St Teresa's Dumfries. Realizó unas vidrieras en 1958 en la recién terminada Iglesia de Santa Teresa, en Dumfries, la ventana del baptisterio que muestra a Nuestro Señor siendo bautizado por San Juan Bautista y la vidriera exterior del Baptisterio que muestra a San José como carpintero en su banco de trabajo con el niño Jesús.
El mayor conjunto de vidrieras sobrevivientes de Wilson está en la iglesia de Craigiebuckler, Aberdeen. Las ventanas forman un solo esquema que cubre el Antiguo Testamento y el Nuevo Testamento de la Biblia. Una de sus últimas vidrieras es su imagen en vidrio de 1965 de San Columba en la Iglesia de la Abadía, Iona

## Colecciones permanentes
Algunas de las obras de Wilson están en la colección de las Galerías Nacionales de Escocia. Su "Pescadores Escoceses" está en la Galería de Arte de Aberdeen.

## Honores y premios
Wilson fue miembro de la Real Academia Escocesa (RSA). Fue nombrado OBE.

## Recepción
La Universidad de St Andrews describe a Wilson como "uno de los grandes artistas de Escocia, un maestro de las artes del grabado, la pintura y el vitral". Bourne Fine Art señala que "en todo lo que hacía, su estilo era muy distintivo".

## Otras lecturas
- Guichard, Kenneth (1977). Británico Etchers 1850-1940, Robin Garton, Londres.
- Moody, Rona H.(2006). Imágenes de luz rota: William Wilson (1905 - 1972), La Revista de Stained Vaso Vol XXX pp 140 @– 150, Londres,